# Лоза Немањића (фреска у Матејчи)
Лоза Немањића или Лоза Комнина Асена Немањића је фреска која се налази у цркви Успења Пресвете Богородице манастира Матејче, код Куманова. Сам манастир је задужбина цара Уроша и његове мајке Јелене, а подигнут је у другој половини шесте деценије XIV века. Фреска је у врло лошем стању, због чега је тешко прецизније утврдити њен садржај, али се може закључити да значајно, у структурном и тематском смислу, одудара од дотадашњих приказивања Лозе Немањића.
У структурном смислу, композиција се разликује по начину приказивања припадника породице. Уместо уобичајене комбинације стојећих фигура око којих су смештена попрсја, у Матејчи се јављају само попрсја, решење карактеристично за фрескосликарство Византије и Бугарске XIII и XIV века, које ће се у Србији јавити у XVI веку.
У тематском погледу, на фресци је представљена лоза византијских царева, у склопу које, једну бочну грану чине Немањићи. Веза између две породице, направљена је вероватно преко породице царице Јелене, која се сматрала потомком Комнина и Асена (припадала је Стратимировићима). Према мишљењу историчара уметности и академика Светозара Радојчића њена грекоманија, која се осећала на њеним портретима већ за живота Душанова (нпр. у Леснову), постала је после цареве смрти још изразитија.